# Cisco Discovery Protocol
Cisco Discovery Protocol (CDP) è un protocollo proprietario di livello 2 sviluppato da Cisco ed è supportato da quasi tutti i dispositivi Cisco. Il suo scopo è quella di condividere informazioni con i dispositivi adiacenti, come il sistema operativo e l'indirizzo IP, inoltre può essere utilizzato per l'On-Demand Routing (ODR), metodo utilizzato per includere negli annunci CDP informazioni sul routing in modo da poter evitare di dover utilizzare protocolli di routing dinamici in reti semplici.
I dispositivi Cisco trasmettono annunci CDP all'indirizzo di destinazione multicast 01-00-0c-cc-cc-cc, indirizzo utilizzato anche da altri protocolli proprietari Cisco come il VTP. Gli annunci CDP, se supportati e configurati all'interno dell'IOS, sono trasmessi ogni 60 secondi sulle interfacce che supportano il Subnetwork Access Protocol (SNAP) incluso l'Ethernet, Frame Relay e l'ATM. I dispositivi Cisco che supportano il CDP salvano le informazioni ricevute dagli altri apparecchi in una tabella che può essere visualizzata tramite il comando show cdp neighbors. La tabella delle informazioni CDP viene risalvata ogni volta che il dispositivo riceve un annuncio e contestualmente viene reimpostato il valore di holdtime. Il valore di holdtime specifica quanto tempo il record verrà tenuto all'interno della tabella prima di essere eliminato, di default 180 secondi.